# Хорњи Јиржетин
Хорњи Јиржетин (чеш. Horní Jiřetín) град је у Чешкој Републици. Град се налази у управној јединици Устечки крај, у оквиру којег припада округу Мост.

## Становништво
Према подацима о броју становника из 2014. године град је имао 2.183 становника.

## Партнерски градови
- Батенберг